# Äolsharfe

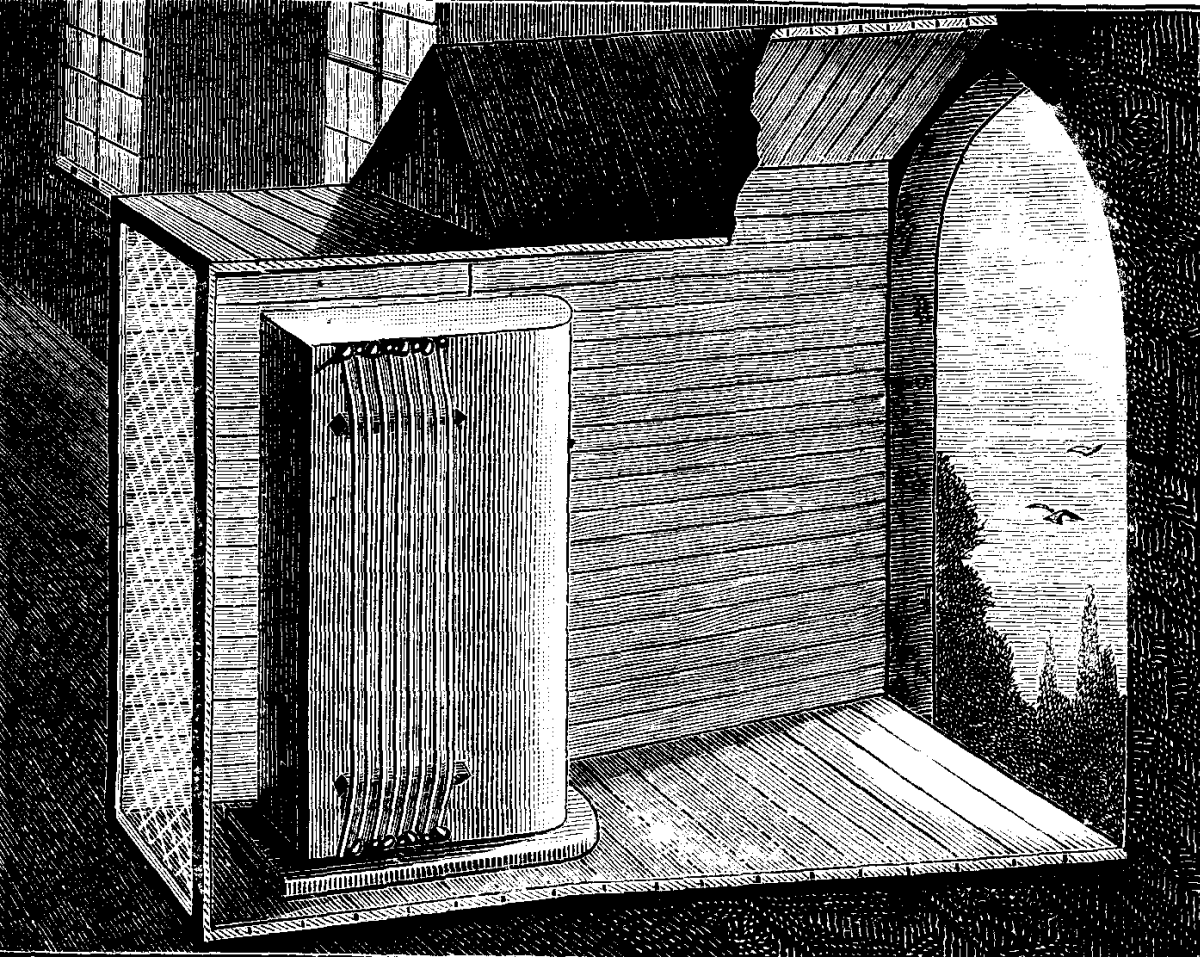
Äolsharfe im Neuen Schloss von Baden-Baden, ca. 1885

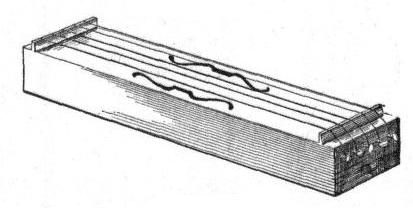
Eine weitere Äolsharfe

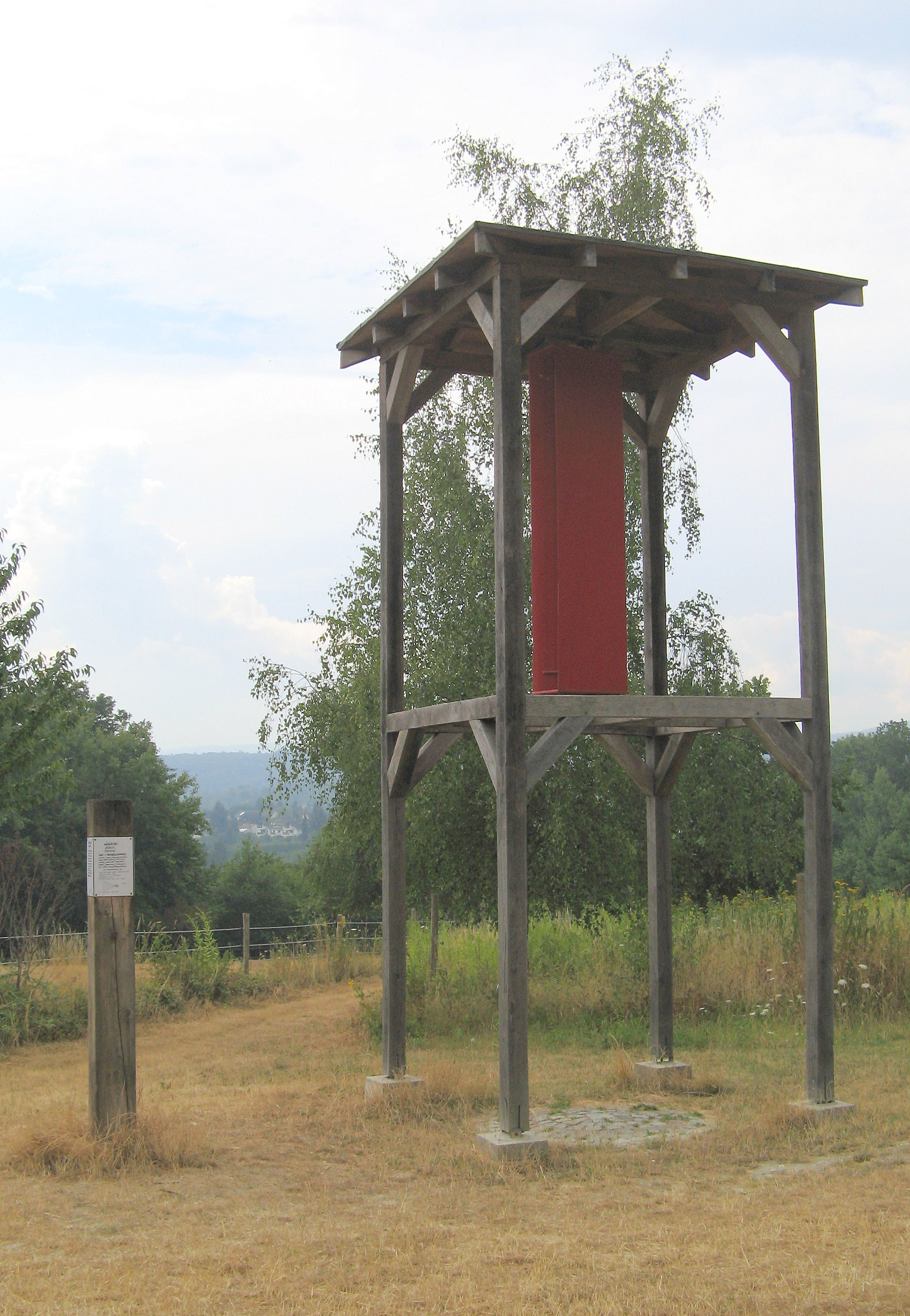
Windharfe im Park von Schloss Freudenberg, Wiesbaden-Dotzheim

Die Äolsharfe oder Aeolsharfe (auch Geister-, Wind- oder Wetterharfe genannt) ist ein Saiteninstrument, dessen Saiten durch Einwirkung eines Luftstroms zur Resonanz und somit zum Klingen gebracht werden. Ihr Name leitet sich von Aiolos, lateinisch Aeolus, dem Beherrscher der Winde in der griechischen Mythologie, her. Nach ihrer Bauart gehört die Äols- oder Windharfe zur Familie der Zitherinstrumente, nicht zu den Harfen.
Die Äolsharfe wird häufig als Sinnbild für den Poeten gesehen. Dieser Zusammenhang beruht auf dem Begriff des Afflatus.

## Funktionsweise
Eine Äolsharfe besteht aus einem langen, schmalen Resonanzkasten (meist mit Schalllöchern), auf dem eine beliebig große Anzahl Saiten geringer Dichte (zum Beispiel Naturdarm- oder Nylonsaiten) über zwei Stege aufgespannt ist. Die Saiten sind in der Regel gleich lang, auf denselben Grundton gestimmt, aber unterschiedlich dick und haben gegebenenfalls unterschiedliche Oberflächenbeschaffenheit. Der Wind streicht über die Saiten und erzeugt dabei die sogenannten Äolstöne durch Luftwirbel (siehe auch Kármánsche Wirbelstraße). Durch diese werden die Saiten in Schwingung versetzt, die ihrerseits einen Ton erzeugen. Je nach Windgeschwindigkeit entstehen Melodiefolgen oder auch Akkorde, wenn die Obertöne der verschiedenen Saiten des Instruments angeregt werden. Der Klang gestaltet sich dynamisch, da je nach der Stärke des Windes die Akkorde vom Pianissimo zum Forte anschwellen und wieder verhallen. Durch entsprechende Leitwerke über den Saiten kann der Luftstrom und damit der Effekt einer Windharfe verstärkt werden.

## Herkunft
Äolsharfen waren schon in der Antike bekannt. König David soll sein Instrument, den Kinnor, über sein Bett gehängt haben, um nachts dem Klang der durch den Wind angeregten Saiten lauschen zu können. Von Harfen, die durch den Luftzug erklingen, berichtet auch das Mittelalter, wo der Klang der Äolsharfe häufig mit Zauberei in Verbindung gebracht wurde. Der heilige Dunstan von Canterbury (10. Jahrhundert) soll ihre Wirkungsweise verbessert haben. Erste theoretische Erläuterungen der Äolsharfe gab Athanasius Kircher (1602–1680) in Musurgia universalis (1650) sowie Phonurgia nova (1673). Sie geriet dann in Vergessenheit und wurde Mitte des 18. Jahrhunderts von englischen Dichtern (James Thomson, William Collins,  Tobias Smollett sowie Alexander Pope) wiederentdeckt. Im späten 18. und im 19. Jahrhundert gelangte das Instrument zu neuer Blüte und erfuhr instrumentenbauliche Weiterentwicklungen durch den deutschen Musiktheoretiker Heinrich Christoph Koch und den in Paris lebenden österreichischen Klavierbauer Ignaz Josef Pleyel. Als Symbol fand es vielfach Eingang in literarische Werke (Novalis, Jean Paul, E. T. A. Hoffmann, Herder, Justinus Kerner, Joseph von Eichendorff) und in die Musik (Ludwig van Beethoven, Hector Berlioz, Franz Liszt, Max Reger, Franz Schreker, Henry Cowell, Hans Werner Henze).
In seinem 1977 erschienenen Album Dis verwendet der norwegische Saxophonist Jan Garbarek Aufnahmen einer Äolsharfe, die an einem Fjord aufgestellt war.

## Verbreitung
In Verbindung mit einer Klaviatur spricht man bei einer Äolsharfe auch von einem Anemochord. Ein anderes, vom Wind angeregtes Saiteninstrument ist der von den Khoisan in Südafrika durch Anblasen gespielte Musikbogen Gora. Ebenfalls vom Wind angeregt werden die ostasiatischen Drachen-Musikbögen.
Ähnlich der Windharfe ist auch die Windharmonika, ein Schallrohr mit Stimmzungen, welche durch den Wind angeregt werden. Diese Instrumente wurden in Markneukirchen in den 1920er/1930er Jahren gebaut und erlebten um 1990 eine kurze Renaissance. Auf dem Dach des Musikinstrumenten-Museums Markneukirchen ist seit 1997 eine Windharmonika angebracht, gefertigt von der Firma Guriema.
Eine Wind-Röhrenzither stellten nach einer Beschreibung von 1883 die indigenen Bewohner im Gebiet von Guyana her. Diese bestand aus einem zwei bis drei Meter langen Blattstängel der heimischen Palmenart Mauritiella armata, der senkrecht aufgestellt und aus dessen äußerer Schicht Saiten herausgeschnitten wurden. Nach dem Prinzip etwa der philippinischen Bambusröhrenzither kolitong wurden die Saiten durch an beiden Enden untergeschobene Stege auf Abstand gebracht.

## Bekannte Windharfen

Baden-Badener Windharfe auf Schloss Hohenbaden

1789 beschrieb Georg Christoph Lichtenberg im Göttinger Taschenkalender in der Rubrik Neue Erfindungen, physikalische und andere Merkwürdigkeiten eine 15-saitige, fast 100 Meter lange und auf der einen Seite fast 50 Meter hohe Wetterharfe in einem Garten in Basel. Die Saiten hatten Stärken von etwa zwei, drei und vier Millimetern und einen Abstand von etwa fünf Zentimetern. Da die Intensität der Klänge von der Tageszeit und der Himmelsrichtung der Ausrichtung der Saiten abhing und die Wetterharfe mit Eisensaiten, aber nicht mit Messingsaiten funktionierte, wurde die Ursache für die Tonerzeugung nicht nur in der Luftbewegung gesehen, sondern es wurden auch alle möglichen elektrischen, magnetischen und thermischen Effekte in Betracht gezogen. Erst 1825 erwähnte Ernst Florens Friedrich Chladni in der Zeitschrift Annalen der Physik, dass die Ursache der Tonentstehung bei dieser Riesen-Wetterharfe wohl ausschließlich im Wind zu suchen ist, da dieser im besagten Garten vorwiegend in einer Vorzugsrichtung geweht hat. Da Eisen einen etwa doppelt so hohen Elastizitätsmodul wie Messing hat, ist davon auszugehen, dass die Messingsaiten wegen der zu geringen realisierbaren Belastbarkeit nicht hinreichend stark gespannt werden konnten, um zum Klingen gebracht zu werden.
Die zurzeit größte Windharfe Europas steht im Rittersaal des Alten Schlosses in Baden-Baden. Die 1999 aufgestellte Harfe hat eine Gesamthöhe von 4,1 Meter und 120 Saiten, sie wurde von dem in der Region ansässigen Musiker und Harfenbauer Rüdiger Oppermann entwickelt und gebaut. Die Nylonsaiten werden vom Luftzug zu den Grundtönen C und G angeregt. Bereits von 1851 (?) bis 1920 gab es im Alten Schloss eine kleine Windharfe im Rittersaal.
In der Musikinstrumentensammlung des Württembergischen Landesmuseums in Stuttgart steht eine historisch besonders bemerkenswerte Rekonstruktion einer Äolsharfe mit Windfang, hergestellt durch den Konzertharfenbauer Rainer Thurau (Wiesbaden 1991).

## Lyrik

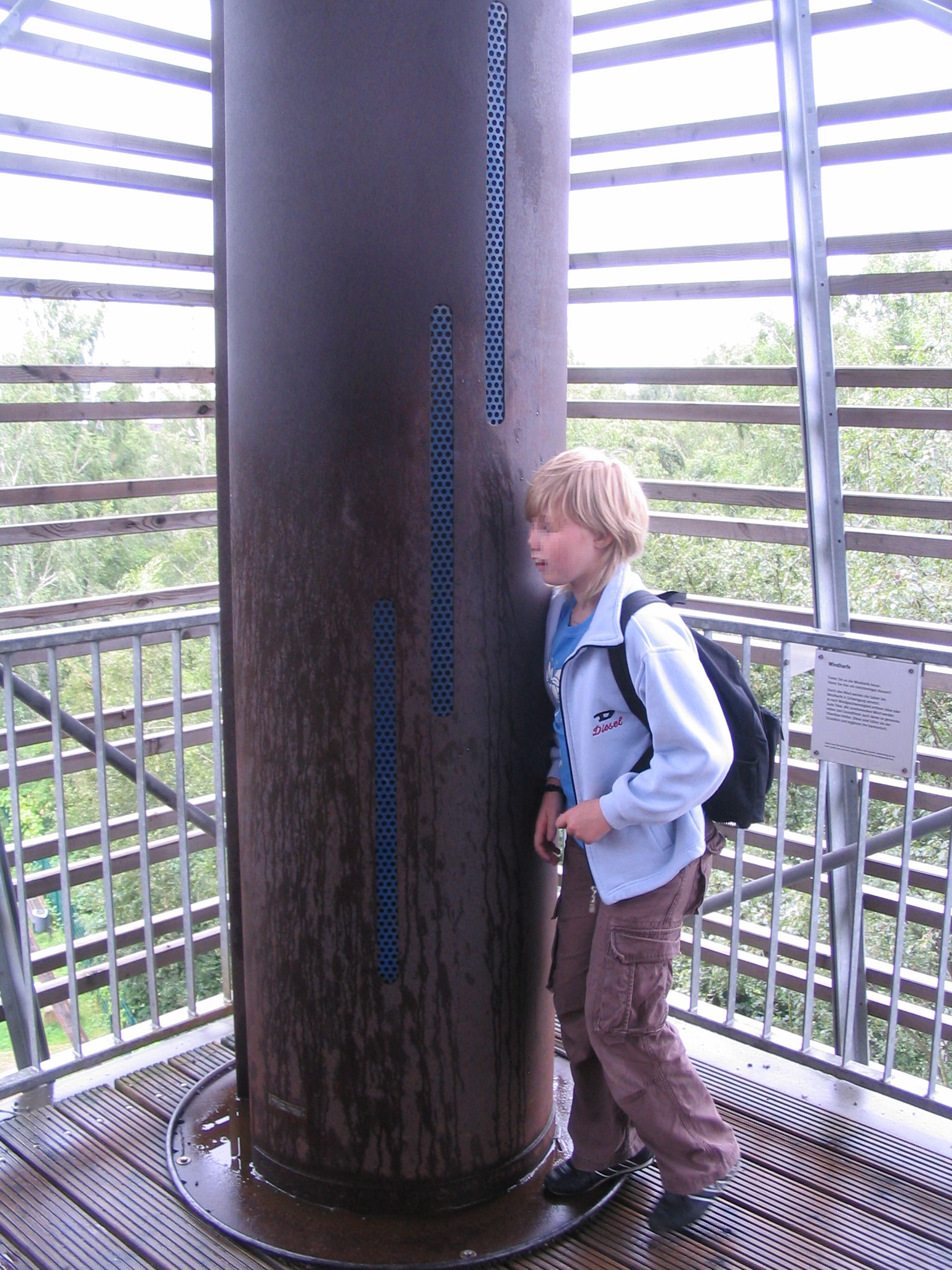
Windharfe im „Turm der Lüfte“ des Universum Bremen (fertiggestellt 2007)

Eduard Mörike war vom Klang einer Äolsharfe so angetan, dass er ihr mit dem Gedicht An eine Äolsharfe 1837 ein Denkmal gesetzt hat, das sowohl von Johannes Brahms als auch von Hugo Wolf und Emil Kauffmann in Form eines Liedes mit Klavierbegleitung vertont worden ist:
| Angelehnt an die Efeuwand Dieser alten Terrasse, Du, einer luftgebor'nen Muse Geheimnisvolles Saitenspiel, Fang' an, Fange wieder an Deine melodische Klage! Ihr kommet, Winde, fern herüber, Ach! von des Knaben, Der mir so lieb war, Frisch grünendem Hügel. Und Frühlingsblüten unterweges streifend, Übersättigt mit Wohlgerüchen, Wie süß bedrängt ihr dies Herz! Und säuselt her in die Saiten, Angezogen von wohllautender Wehmut, Wachsend im Zug meiner Sehnsucht, Und hinsterbend wieder. | Aber auf einmal, Wie der Wind heftiger herstößt, Ein holder Schrei der Harfe Wiederholt, mir zu süßem Erschrecken Meiner Seele plötzliche Regung; Und hier - die volle Rose streut, geschüttelt All' ihre Blätter vor meine Füße! |

Goethe hatte 1822 sein Gedicht Äolsharfen. Ein Gespräch verfasst, und bereits 1796 war der lyrische Beitrag des englischen Romantikers Samuel Taylor Coleridge zum Thema Äolsharfe erschienen.
In Goethes Faust I wird in der vierten (letzten) Strophe der Zueignung Bezug genommen auf das Instrument.
Und mich ergreift ein längst entwöhntes Sehnen
Nach jenem stillen, ernsten Geisterreich,
Es schwebet nun in unbestimmten Tönen
Mein lispelnd Lied, der Äolsharfe gleich,
Ein Schauer faßt mich, Träne folgt den Tränen,
Das strenge Herz, es fühlt sich mild und weich;
Was ich besitze, seh ich wie im Weiten,
Und was verschwand, wird mir zu Wirklichkeiten.
Am Beginn von Faust II wird Ariels Gesang laut Regieanweisung „von Äolsharfen begleitet“.